# Judd mat Gaardebounen

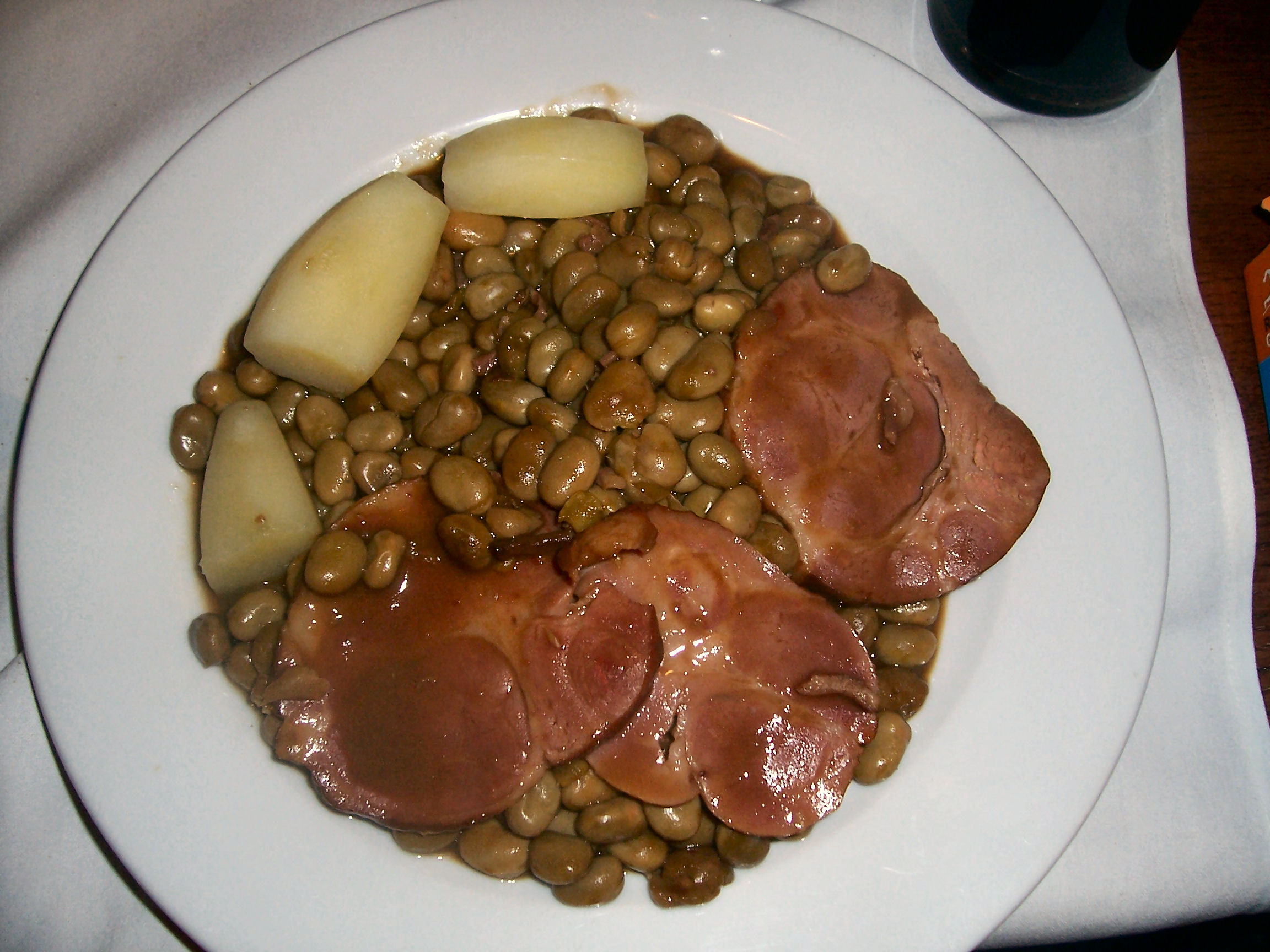
Judd mat Gaardebounen

Judd mat Gaardebounen là một món mặn, gồm thịt cổ heo hun khói ăn chung đậu răng ngựa, được xem là một trong những món ăn quốc gia được công nhận rộng rãi nhất của Luxembourg. Món ăn này gắn liền với ngôi làng Gostingen ở phía đông nam của quốc gia, nơi cư dân có biệt danh là Bounepatscherten nhờ những hạt đậu răng ngựa tuyệt vời của họ.

## Chế biến
Sau khi ngâm trong nước để qua đêm, cổ heo đã được làm sạch (hoặc hun khói) được luộc chín và hớt bọt, sau đó cho vào ninh với tỏi tây, cà rốt, cần tây và đinh hương trong khoảng hai giờ. Có thể cho thêm một bó thảo mộc garni cùng với một ly rượu vang Moselle vào trong đó. Cho đậu chần qua nước 5 phút, còn nước sốt thì chuẩn bị sẵn. Hành tây cắt nhỏ, thịt xông khói và bột mì được phi vàng với bơ trong chảo, sau đó cho nước hầm thịt vào. Nước sốt, vốn phải khá lỏng, khi nấu thì để lửa nhỏ trong khoảng 20 phút. Đậu chần, cùng với satureja tươi, tiêu và muối được thêm vào nước sốt. Khi thịt heo đã chín, vớt ra khỏi nước nấu, rồi thái mỏng và xếp vào đĩa cùng với đậu. Món ăn có thể dùng chung với khoai tây luộc, rượu vang hoặc bia.

## Thuật ngữ
Nguồn gốc của từ "judd" không rõ ràng. Nhà ngôn ngữ học Jean-Claude Muller, thành viên của Institut grand-ducal Luxembourg, cho rằng có lẽ nó xuất phát từ judia trong tiếng Tây Ban Nha, có nghĩa là đậu. Ông giải thích rằng ở Galicia, cũng có một món thịt lợn ăn kèm với đậu răng ngựa mà người dân địa phương gọi là judia, phát âm là "shu-DI-a". Muller đưa ra giả thuyết rằng món ăn này đã được quân đội Tây Ban Nha mang đến Luxembourg vào thế kỷ 16 hoặc 17. Người ta cũng lập luận rằng thuật ngữ này có nguồn gốc từ người Do Thái (judío) vì "màu tối của hạt đậu làm gợi nhớ đến nước đã ngâm đen của người Do Thái Tây Ban Nha".